# Mineral Peak Lookout
Le Mineral Peak Lookout est une tour de guet du comté de Missoula, dans le Montana, aux États-Unis. Situé dans les montagnes Rattlesnake, il est protégé au sein de la forêt nationale de Lolo et de la Rattlesnake National Recreation Area. Construit en 1957, il est inscrit au Registre national des lieux historiques depuis le 29 janvier 2018.